# Campionati europei di ciclismo su strada 2007 - Gara in linea femminile Junior
La gara in linea femminile Junior dei Campionati europei di ciclismo su strada 2007 si disputò il 22 luglio 2007 su un percorso totale di 70,0 km in Bulgaria. La vittoria fu appannaggio dell'italiana Valentina Scandolara, che terminò la gara in 1h48'42", precedendo la russa Darija Gorbatovskaja e a chiudere il podio l'altra italiana Gloria Presti.
Al traguardo 40 cicliste portarono a termine la competizione.

## Ordine d'arrivo (Top 10)
| Pos. | Corridore            | Squadra     | Tempo    |
| ---- | -------------------- | ----------- | -------- |
| 1    | Valentina Scandolara | Italia      | 1h48'42" |
| 2    | Darija Gorbatovskaja | Russia      | s.t.     |
| 3    | Gloria Presti        | Italia      | s.t.     |
| 4    | Jessica Schneeberger | Svizzera    | s.t.     |
| 5    | Ana Usabiaga Balerdi | Spagna      | s.t.     |
| 6    | Emilie Aubry         | Svizzera    | s.t.     |
| 7    | Elise Van Hage       | Paesi Bassi | s.t.     |
| 8    | Marit Huisman        | Paesi Bassi | s.t.     |
| 9    | Alena Amialyusik     | Bielorussia | s.t.     |
| 10   | Lauréna Cussy        | Francia     | s.t.     |